# کورتنی تیلور
کورتنی تیلور (به انگلیسی: Courtney Taylor) بازیگر پورنوگرافی و مدل اروتیک آمریکایی است.

## حرفه
تیلور در سال ۲۰۰۸ و در سن ۲۰ سالگی وارد عرصه پورنوگرافی شد.
او در سال ۲۰۱۱ به خاطر بازی در فیلم Rogue Adventures 37 به همراه الین سینکلر (بازیگر شی‌میل پورنوگرافی) نامزد در یافت جایزه Tranny (جایزه فیلم‌های پورنوگرافی تراجنسی) شد. در سال ۲۰۱۴، او به خاطر بازی در فیلم Watch Me Cuckold You نامزد بهترین صحنه جنس POV جشنواره ای وی ان شد.